# Дунаев (Тернопольская область)
Дунаев (укр. Дунаїв) — село в Кременецкой городской общине Кременецкого района Тернопольской области Украины.
Код КОАТУУ — 6123482301. Население по переписи 2001 года составляло 515 человек.

## Географическое положение
Село Дунаев находится на левом берегу реки Иква,
выше по течению на расстоянии в 0,5 км расположено село Богдановка,
ниже по течению примыкает село Савчицы,
на противоположном берегу — село Куликов.
Расположено у подножия Кременецких гор.
Через село проходит автомобильная дорога Р-26.

## История
- 1625 год — дата основания.

## Объекты социальной сферы
- Школа.
- Дом культуры.
- Амбулатория.

## Достопримечательности
- Братская могила советских воинов.

## Галерея

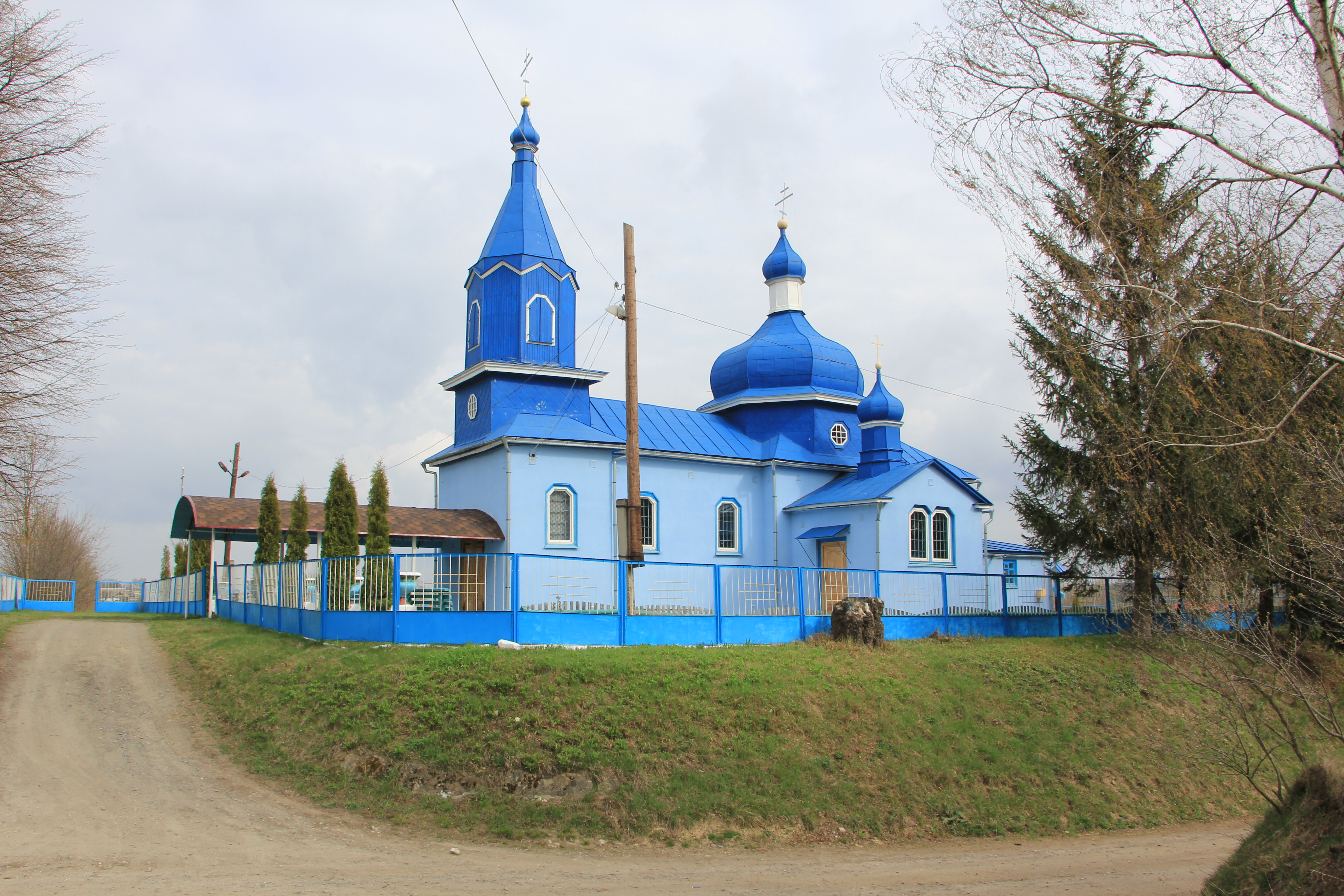
Церковь в селе
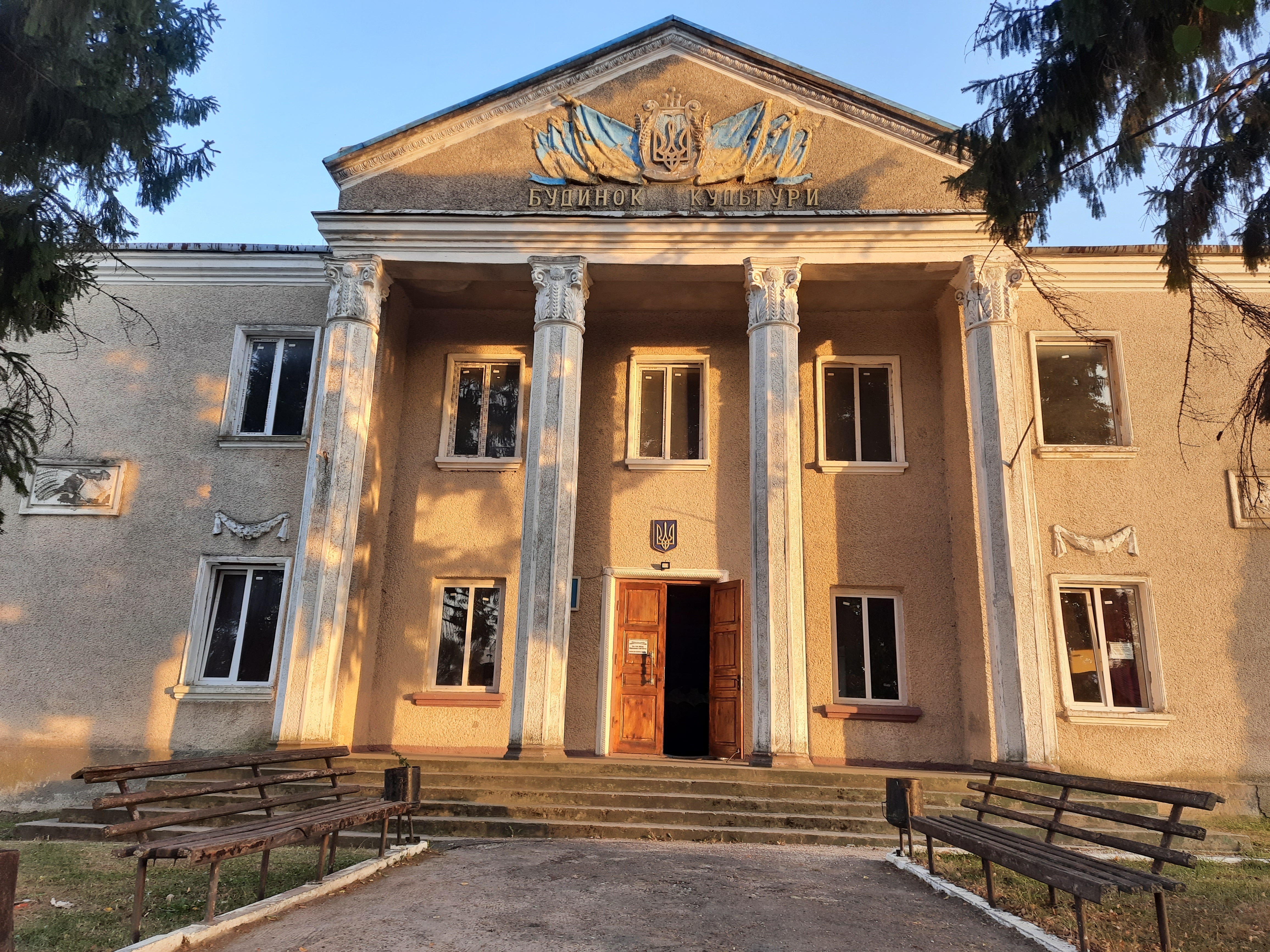
Дом культуры
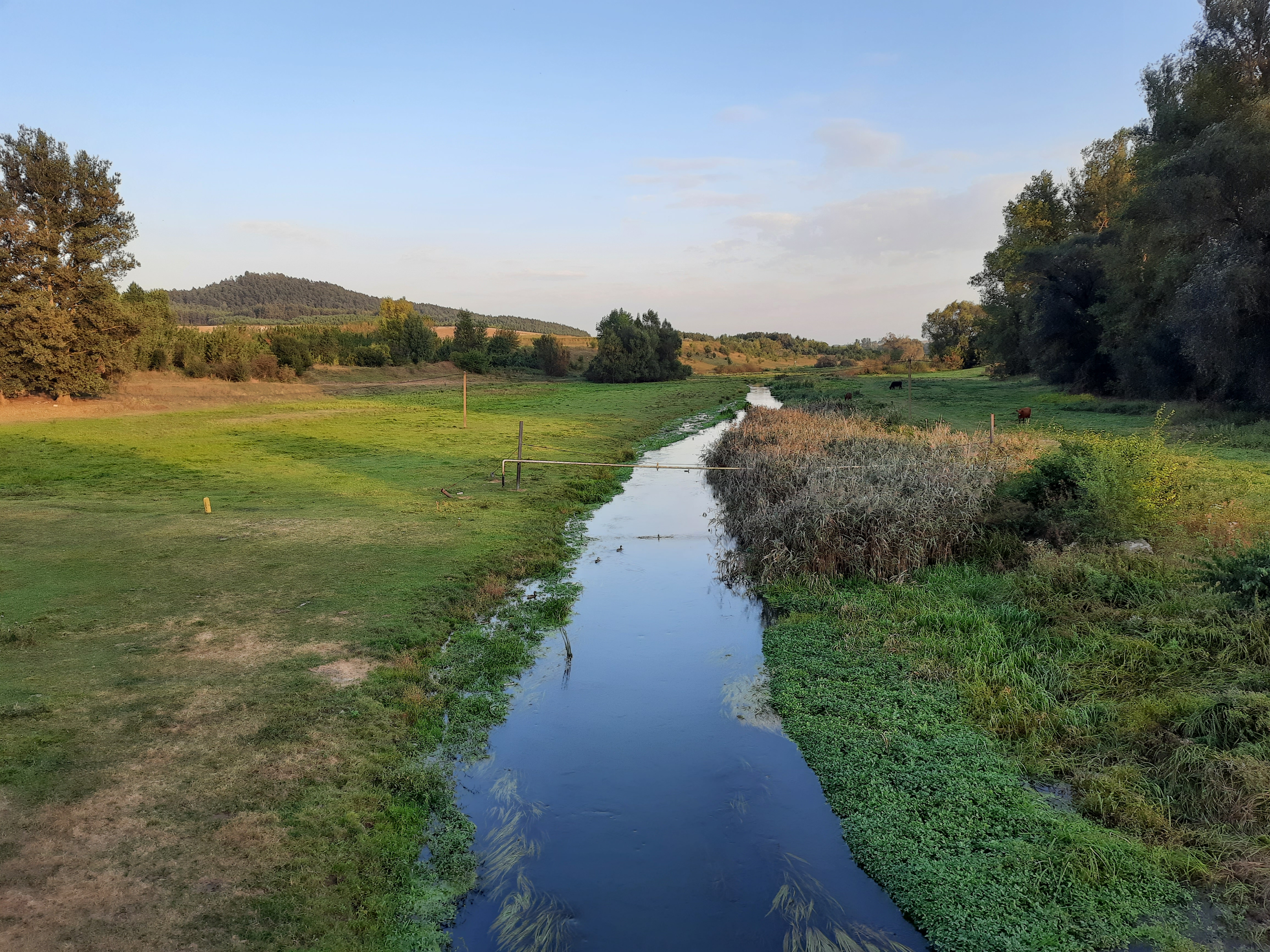
Река Иква у села